# Tinodes peterressli
Tinodes peterressli là một loài Trichoptera trong họ Psychomyiidae. Chúng phân bố ở miền Cổ bắc.